# Charli XCX
Charlotte Emma Aitchison (Cambridge, Inglaterra; 2 de agosto de 1992), conocida por su nombre artístico Charli xcx, es una actriz, directora ejecutiva, cantante y compositora británica.
Nacida en Cambridge y criada en Start Hill, Essex, Charli comenzó a publicar sus primeras canciones en Myspace en 2008, lo que la llevó a ser descubierta por un productor el cual la invitó a actuar en eventos y fiestas por lo que, en 2010, firmó un contrato discográfico con Asylum Records, lanzando así una serie de sencillos y mixtapes durante 2011 y 2012.
En 2013, Charli saltó a la fama debido a su colaboración con Icona Pop en la canción I Love It, la cual escribió y se convirtió en un éxito internacional. Su primer álbum de estudio, True Romance, fue lanzado ese mismo año con gran éxito por parte de la crítica, si bien no cumplió con las expectativas comerciales. En 2014 contribuyó en la canción Fancy de la rapera australiana Iggy Azalea que terminó ese año como uno de los sencillos más vendidos en todo el mundo y fue nominada a dos Premios Grammy. El mismo año, recibió su primer éxito como solista con el sencillo Boom Clap, el cual entró en el Billboard Hot 100. Su segundo álbum de estudio, Sucker, fue lanzado a finales de ese mismo año y contó con el sencillo anteriormente mencionado y los sencillos Break the Rules, Famous, Need Ur Luv y Doing It; este último en colaboración con la cantante británica Rita Ora.
En 2015 Charli comenzó a trabajar con productores y artistas de la productora británica experimental PC Music, del productor A.G. Cook, así como con la productora Sophie, desarrollando un sonido e imagen más experimentales los cuales la llevaron a ser nombrada «la estrella pop del futuro» por la revista digital Pitchfork. Mientras trabajaba en su tercer álbum de estudio, lanzó el EP Vroom Vroom en 2016 y los mixtapes Number 1 Angel y Pop 2 en 2017, así como una serie de sencillos, tales como After the Afterparty, Boys y 1999. En 2019, Charli lanzó su tercer álbum de estudio, Charli. Un año después, en 2020 y durante la pandemia por coronavirus, Charli lanzó su cuarto álbum de estudio, How I'm Feeling Now, el cual contó con una creación DIY y en la cual ayudaron sus propios aficionados a través de las redes sociales. Su quinto álbum de estudio, Crash (2022), se convirtió en su mayor éxito comercial hasta la fecha. En 2023, lanzó el sencillo Speed Drive incluido en Barbie: The Album, la banda sonora de Barbie. En 2024, Charli xcx lanzó su sexto álbum Brat, aclamado por la crítica, y gracias al cual también pudo obtener nueve nominaciones a los Premios Grammy, logrando ganar en tres de ellas.
Además de su carrera como solista, Charli ha coescrito canciones para otros artistas, incluyendo Beg for It de Iggy Azalea, Same Old Love de Selena Gomez, Tonight de Blondie y la colaboración de Shawn Mendes con Camila Cabello Señorita, entre otras. Fue Galardonada con el ASCAP Global Impact Award en 2024 en reconocimiento por sus contribuciones a la música Pop.

## Biografía

### Infancia
Charlotte Emma Aitchison nació el 2 de agosto de 1992, en Cambridge, Inglaterra. Su padre, Jon Aitchison, es un empresario escocés, excorredor de espectáculos, y su madre, Shameera, una ex enfermera y azafata india gujarati nacida y criada en Uganda. Charli se crio en Start Hill, Essex, y asistió a la Bishop's Stortford College en la localidad de Bishop's Stortford. Si bien sus padres no eran músicos, Charli demostró una afinidad por la música desde una edad temprana, interesándose en estrellas del pop como las Spice Girls y Britney Spears. Comenzó a escribir canciones cuando tenía catorce años, siendo su primera canción «Fish and Chips Shop».

### 2008-2013: comienzos de su carrera,14y True Romance
A los catorce años, Charli convenció a sus padres de que le concedieran un préstamo para grabar su primer álbum, 14, y, a principios de 2008, comenzó a publicar canciones del álbum así como muchas otras demos en su página oficial de Myspace, llamando la atención de un productor que dirigía numerosas fiestas ilegales en el este de Londres, quien la invitó a actuar. A Charli se la nombró en volantes con el nombre artístico de Charli xcx, que era su nombre de MSN Messenger por ese entonces. A pesar de la naturaleza ilícita de los conciertos, sus padres apoyaron su carrera y asistieron a varios conciertos con ella. A finales de 2008, mientras que 14 nunca se lanzó comercialmente, Charli lanzó los sencillos Franchesckaar! y Emelline/Art Bitch, bajo la discográfica Orgy Music. Tiempo después, Charli llamó a su música de ese entonces como «terrible música de Myspace». A los dieciocho años, Charli se mudó a Londres para estudiar un título de bellas artes en la Slade School of Fine Art de la UCL, pero abandonó al segundo año la carrera.
En 2010 Charli firmó un contrato con Asylum Records, por lo que voló a Los Ángeles y se reunió con ciertos productores, pero descubrió que «no estaba funcionando para ella», hasta que se reunió con el productor estadounidense Ariel Rechtshaid. Tras una sesión de dos horas, Charli escribió junto a Rechtshaid la canción Stay Away. A inicios del 2011, colaboró en el sencillo "End of the World" de Alex Metric. En mayo y noviembre del mismo año, lanzó los sencillos Stay Away y Nuclear Seasons y llamó la atención del sitio web de música Pitchfork, en donde obtuvo elogios por los sencillos; siendo el primero nombrado en la lista de «Mejores canciones del 2011» por el sitio.
Además de con Rechtshaid, Charli comenzó a trabajar con el productor sueco Patrik Berger. Él le envió dos pistas, y ella rápidamente escribió canciones para cada una, siendo una I Love It y la otra You're the One. Finalmente decidió no lanzar "I Love It". En 2012, el dúo sueco Icona Pop regrabó la canción y la publicó como sencillo incluyendo su voz. I Love It se convirtió en un éxito internacional, alcanzando el puesto número 1 en el Reino Unido y el puesto número 7 en el Billboard Hot 100 de 2013. En junio, lanzó You're the One como el sencillo del EP del mismo nombre, seguido por su mixtape debut Heartbreaks and Earthquakes. En septiembre de ese año, lanzó un video musical para la canción So Far Away y en Halloween, lanzó una nueva canción llamada Cloud Aura con Brooke Candy, seguido de su segunda mixtape, Super Ultra; lanzada exclusivamente a través de su sitio web en noviembre de ese mismo año. A principios de 2013, lanzó el sencillo You (Ha Ha Ha) y anunció su álbum de estudio debut, True Romance, seguido del sencillo What I Like en marzo.
True Romance se lanzó el 12 de abril de 2013, y alcanzó el puesto número 85 en la lista de álbumes del Reino Unido y el puesto número 5 en la lista Billboard Top Heatseekers de EE. UU. El álbum fue bien recibido por los críticos, obteniendo un 76/100 en Metacritic sobre una calificación de 100. En mayo, lanzó una canción con la cantante y compositora galesa Marina and the Diamonds, titulada Just Desserts, seguida del video musical del sencillo Take My Hand más tarde ese mes.

### 2013-2015:Sucker

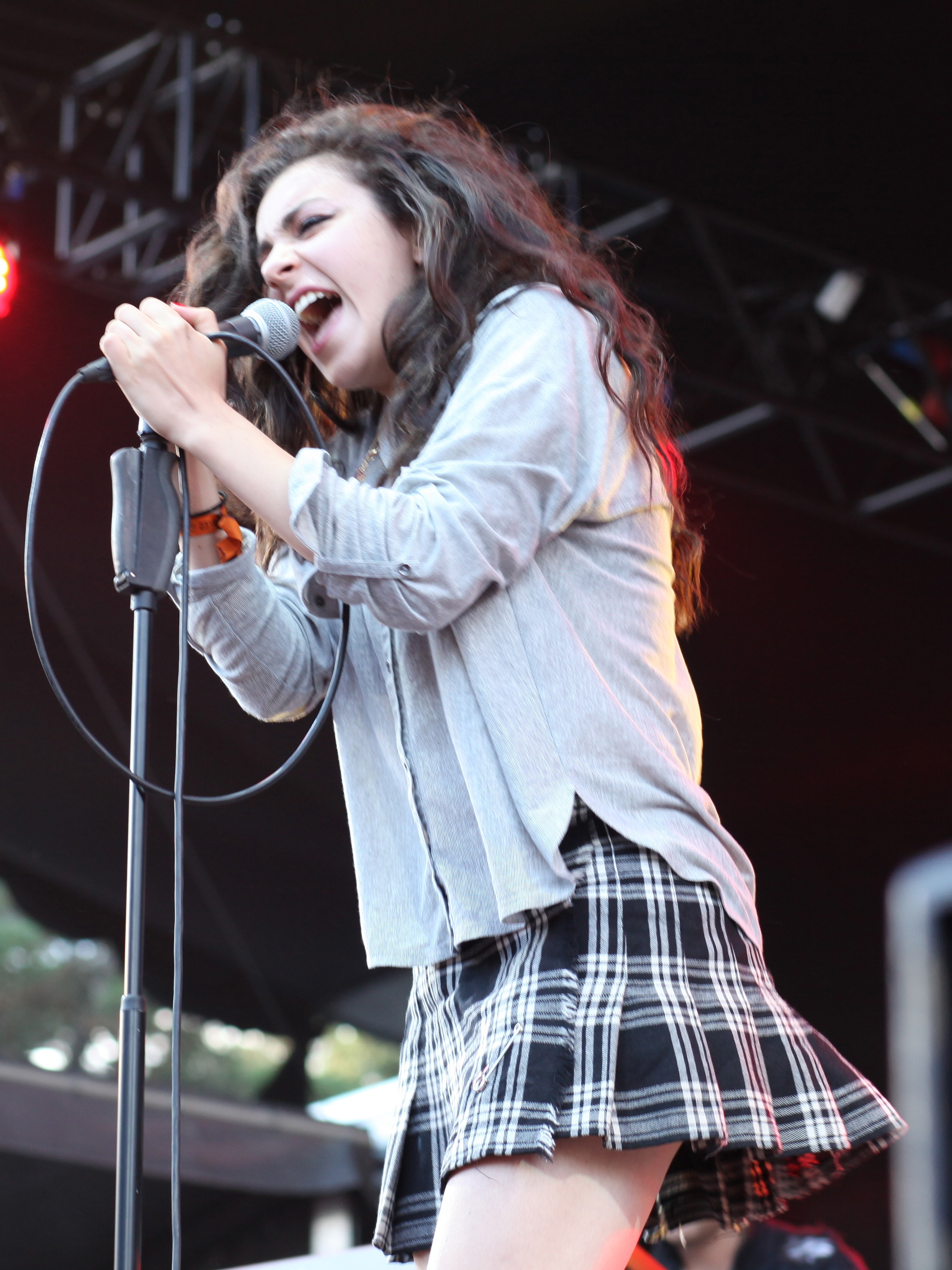
Charli en el Positivus Festival de 2013.

Charli comenzó a escribir su segundo álbum a mediados de 2013, diciendo que inicialmente quería ir a la India para grabar, pero que luego decidió que quería grabar en Francia: «Hace dos meses, quería ir a la India y grabarlo, y ahora quiero grabarlo en Francia. Así que siento que nada es definitivo, me siento muy loca en este momento. Pero en este momento, mi corazón está en ir a Francia y grabarlo. Pero eso fue diferente hace dos meses, entonces ¿quién sabe qué va a pasar?».
Frustrada con la industria musical, terminó por ir a Suecia, tomando distancia de su sello discográfico, e hizo un álbum de inspiración punk en un mes. Trabajó rápidamente en el álbum junto a Patrik Berger y declaró que "no lo pensé mucho, todo surgió muy espontáneamente" igualmente el álbum terminó siendo cancelado en favor de uno más pop. El álbum incluyó una canción llamada "Mow That Lawn", que fue incluida en la presentación en vivo el año siguiente en el Ilosaarirock Festival en Finlandia.
A finales de 2013, SuperLove fue lanzado como el sencillo principal del álbum, y alcanzó el puesto número 62 en la lista de sencillos del Reino Unido, convirtiéndose en la primera canción en solitario de Charli en haber entrado en la lista. Sin embargo, SuperLove fue finalmente eliminada del álbum.
A principios de 2014, Charli contribuyó en el sencillo Fancy de la rapera Iggy Azalea. La canción encabezó el Billboard Hot 100, convirtiéndose en el primer sencillo número uno de ambas artistas en la lista. A mediados de 2014, Charli contribuyó con su canción Boom Clap en la banda sonora de la película Bajo la misma estrella. Boom Clap alcanzó el puesto número ocho en el Billboard Hot 100 y el puesto número seis en el Reino Unido, y fue certificada platino en Australia. En agosto, Charli anunció que el álbum se lanzaría en octubre, junto con el sencillo principal Break the Rules. El álbum fue retrasado el mes siguiente debido al éxito de Boom Clap, por lo que fue lanzado oficialmente el 15 de diciembre de 2014 en América del Norte y en febrero de 2015 en Europa bajo el título de Sucker. Debutó en el puesto número 28 en el Billboard 200 de EE. UU., convirtiéndose en el primer álbum de Charli en ingresar a la lista, y el puesto número 15 en el Reino Unido. El tercer sencillo del álbum, Doing It, en colaboración con la cantante británica Rita Ora, fue lanzado en febrero del 2015 y alcanzó el puesto número 8 en el UK Singles Chart.
En mayo de 2015, Charli lanzó Famous como el cuarto sencillo de Sucker. Un video musical para la canción fue lanzado en marzo, y fue clasificado por las revistas Time y Pitchfork como el quinto y decimonoveno mejor video musical pop del año respectivamente. En julio y agosto de 2015, Charli encabezó una gira por los Estados Unidos con Jack Antonoff. Sin embargo, Charli anunció el 21 de agosto que, por «razones personales», una segunda etapa planeada de la gira no se llevaría a cabo.

### 2015-2018:Vroom Vroom, XCX World, Number 1 Angel y Pop2

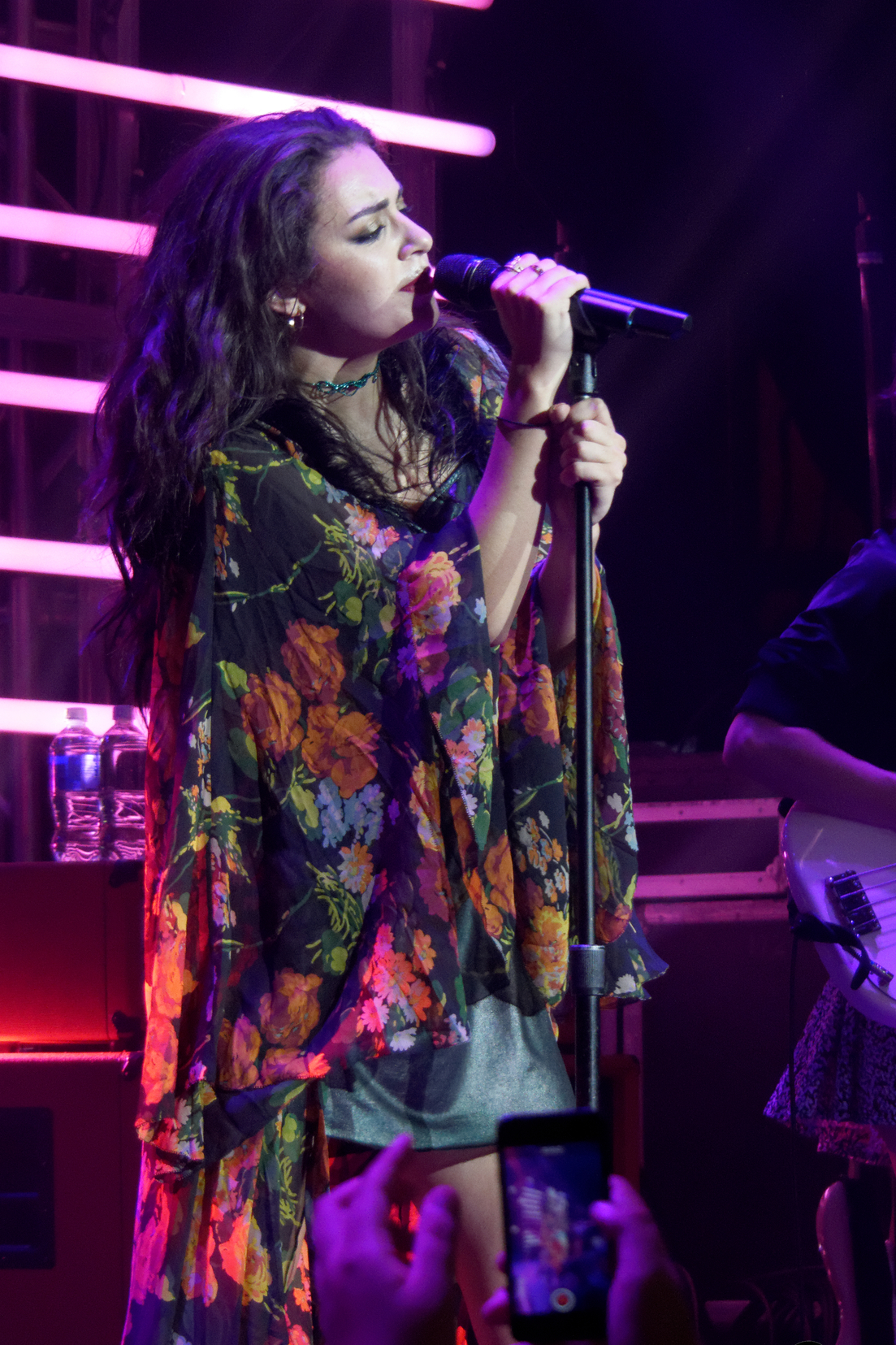
Charli en los MTV Video Music Awards de 2014.

En una entrevista en julio de 2015, Charli dijo que estaba trabajando en su tercer álbum y lo describió como «lo más pop y lo más electrónico» que había hecho.. La productora escocesa Sophie, junto con BloodPop y Stargate, fueron confirmados para participar en la producción del álbum. En octubre de 2015, estrenó la nueva canción «Vroom Vroom» en el programa de radio Beats 1, luego afirmó que sería la primera canción lanzada de su tercer álbum de estudio. El 23 de febrero de 2016, se anunció que había establecido un nuevo sello discográfico experimental, Vroom Vroom Recordings, y que lanzaría un EP titulado Vroom Vroom el 26 de febrero de 2016. La canción principal se lanzó oficialmente ese día. La segunda canción lanzada del EP, titulada «Trophy», recibió su primera reproducción en el programa Beats 1 de Zane Lowe esa noche.. También se anunció que también presentaría su propio programa Beats 1 quincenalmente. Vroom Vroom fue producida principalmente por Sophie como un adelanto de su tercer álbum de estudio. El EP de vanguardia marcó un cambio brusco en el tono de su álbum anterior, y tuvo críticas polarizadoras. El 22 de abril de 2016 se lanzó un video musical de la canción «Vroom Vroom» a través de Apple Music.
En julio de 2016, se anunció que el productor británico A.G. Cook, fundador del sello experimental discográfico PC Music, había firmado como director creativo de Charli. El 28 de octubre de 2016, se lanzó el sencillo principal de su tercer álbum, «After the Afterparty». Un video musical fue lanzado dos días después. Llegó a 29 en el UK Singles Chart, y fue certificado plata por el BPI. El 8 de febrero de 2017, lo interpretó en Jimmy Kimmel Live!, junto con una nueva canción titulada «Bounce», con Kyary Pamyu Pamyu. Ella dijo en una entrevista ese mes que su álbum estaba terminado y que se lanzaría en septiembre. El 10 de marzo de 2017, Charli xcx lanzó el mixtape, Number 1 Angel, que presentaba una alineación de todas las apariciones femeninas de MØ, Raye, Starrah, Uffie, Abra y Cupcakke y fue producido en gran parte por miembros de PC Music, incluido AG Cook., EasyFun y Sophie.
El 17 de marzo de 2017, Mura Masa lanzó su sencillo «1 Night», que contó con la voz de Charli xcx. El 26 de julio de 2017, Charli xcx lanzó «Boys», junto con un video musical autodirigido con un elenco conjunto de celebridades masculinas, incluidos Joe Jonas y Brendon Urie, entre otros; alcanzó el número 2 en la lista de los 25 principales de YouTube el 27 de julio, recibiendo casi dos millones de visitas en menos de 24 horas. El 6 de agosto, Charli xcx actuó en el festival de música Lollapalooza de 2017. El 20 de agosto de 2017, la mayoría del tercer álbum de estudio de Charli xcx se filtró y el resto de las pistas se filtraron al año siguiente. La filtración del álbum con el entonces sencillo «After the Afterparty» condujo a la cancelación del álbum y Charli decidió rehacer un tercer álbum de estudio completamente nuevo.
El mixtape de seguimiento de Number 1 Angel, Pop 2, se lanzó el 15 de diciembre de 2017, con colaboraciones con Carly Rae Jepsen, Tove Lo, Alma, Caroline Polachek, Brooke Candy, Cupcakke, Pabllo Vittar, Dorian Electra, Mykki Blanco, Tommy Cash, Kim Petras, Jay Park y MØ. El 15 de marzo de 2018, Charli xcx actuó para promocionar su mixtape Pop 2 en El Rey Theatre de Los Ángeles.
A partir de mayo de 2018, Charli xcx comenzó a actuar en el Reputation Stadium Tour de Taylor Swift como acto de apertura junto a Camila Cabello. Desde entonces, lanzó varios sencillos. El 31 de mayo, lanzó «5 in the Morning», que se estrenó en la primera fecha de la gira de Swift. El 29 de junio, lanzó los sencillos «Focus» y «No Angel». Y el 27 de julio, lanzó el sencillo «Girls Night Out», que previamente se había presentado en vivo y se filtró en 2017.

### 2018-2019:Charli
El 5 de octubre, Charli xcx lanzó el sencillo «1999» con el artista sudafricano-australiano Troye Sivan, como el sencillo principal de su tercer álbum «Charli». El sencillo alcanzó el número 13 en la lista de sencillos del Reino Unido y se convirtió en el décimo sencillo Top 40 de Charli xcx y también en su primer sencillo Top 15 desde 2015. El video musical de «1999» fue lanzado el 11 de octubre, protagonizado por Charli xcx y Sivan, y contó con varias referencias a la cultura pop de 1990. Charli xcx apareció en el álbum Forever Neverland de MØ con la canción «If It’s Over».
El 16 de mayo de 2019, Charli xcx lanzó el segundo sencillo de «Charli», «Blame It On Your Love», con la cantante y rapera estadounidense Lizzo. La canción fue escrita en Los Ángeles y producida por Stargate con producción adicional de A.G.Cook y EasyFun. Los elementos de «Blame It On Your Love» fueron tomados de un lanzamiento anterior, «Track 10», de su mixtape Pop 2 de 2017. El 25 de mayo, Charli xcx actuó en el Big Weekend de BBC Radio 1. Interpretó una nueva canción del álbum con Christine and the Queens titulada «Gone» el 30 de mayo en el Primavera Sound de Barcelona. Charli xcx colaboró con Diplo y Herve Pagez en la canción «Spicy». También declaró en Twitter que tiene una canción con Troye Sivan en su disco, que marca la segunda colaboración entre ellos después de «1999». Lo realizaron en vivo por primera vez en su propio festival del orgullo «Go West Fest» el 6 de junio en el Wiltern de Los Ángeles. Según la lista de canciones, la canción se llama «2099». El 7 de junio de 2019, Charli xcx lanzó una canción de colaboración titulada «Dream Glow» con Jin, Jimin y Jungkook de la banda de chicos de Corea del Sur BTS para la banda sonora de su próximo juego de Netmarble, BTS World.
Los detalles de Charli se revelaron en Amazon el 13 de junio de 2019. El álbum fue lanzado el 13 de septiembre de 2019 por Asylum y Atlantic Records. El álbum tiene 15 pistas y también presenta colaboraciones con Troye Sivan, Lizzo, Christine and the Queens, Sky Ferreira, Kim Petras, Haim, Cupcakke, Brooke Candy, Pabllo Vittar, Big Freedia, Tommy Cash, Clairo y Yaeji. El 17 de julio de 2019, la canción previamente interpretada «Gone», con Christine and the Queens, fue lanzada como el tercer sencillo del álbum. El primer sencillo promocional, «Cross You Out» con Sky Ferreira, fue lanzado el 16 de agosto, seguido del segundo al cuarto sencillo promocional, «Warm», con la banda de pop rock estadounidense HAIM, el 30 de agosto; «February 2017", con Clairo y Yaeji, el 6 de septiembre; y «2099», con Troye Sivan, el 10 de septiembre.

### 2020-2023:How I'm Feeling NowyCrash
El 24 de noviembre de 2019, anunció en Twitter que planeaba grabar dos nuevos álbumes en 2020, con planes de lanzar ambos para 2021. El 18 de marzo de 2020, en respuesta a la pandemia de coronavirus, comenzó una auto-aislamiento de la serie transmisión en vivo con artistas como Diplo, Clairo y Rita Ora. El 6 de abril de 2020, anunció a través de una llamada pública de Zoom con los fanáticos que estaría trabajando en un nuevo álbum en autoaislamiento, con el título tentativo How I'm Feeling Now. Comentó además, que AG Cook y BJ Burton servirían como productores ejecutivos para el álbum.
Durante una transmisión en la plataforma Zoom, estableció una fecha de lanzamiento para su próximo álbum para el 15 de mayo de 2020. El 7 de abril de 2020, compartió fragmentos del sencillo principal «Forever» en las redes sociales. El 9 de abril de 2020, anunció que se lanzaría ese mismo día a las 11:30 p. m. PST y se estrenará en la BBC Radio 1 con el pódcast Annie Mac. A los días siguientes, divulgó que había elegido que el próximo sencillo, se titularía «Claws» o «I Like», al cual optó finalmente por «Claws». El tema se estrenó el 23 de abril de 2020 por Atlantic como el segundo sencillo del álbum. El 7 de mayo de 2020, se lanzó el tercer sencillo del material «I Finally Understand» cuya pista se lanzó sin un vídeo musical oficial, la cantante comentó que estaba trabajando en ello hasta que llegó el confinamiento por coronavirus. El álbum fue mundialmente lanzado por los sellos discográfico Asylum Records y Atlantic Records, el 13 de septiembre de 2020.

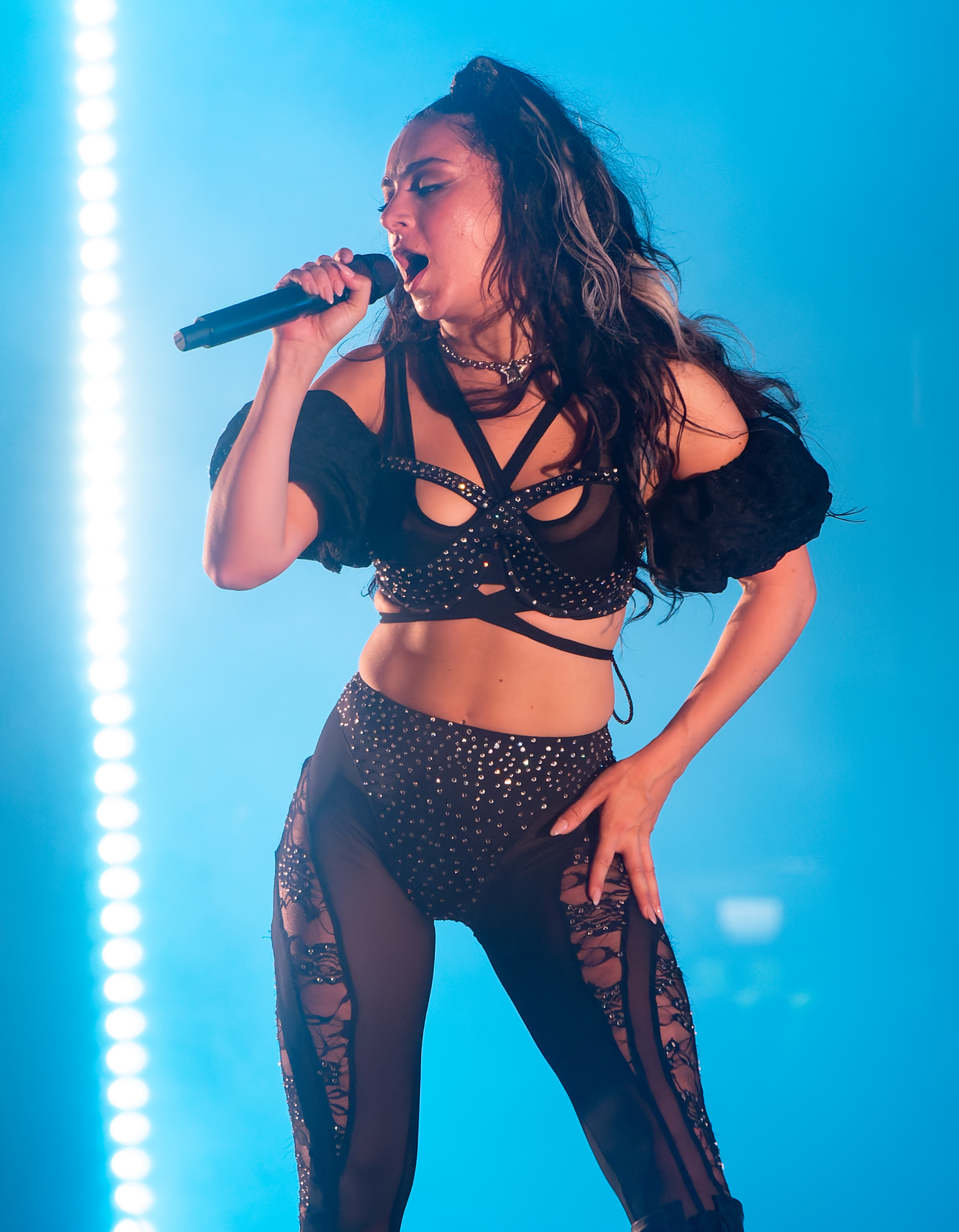
Charli XCX en el Primavera Sound de Barcelona en 2022.

A principios de 2021, el compositor británico No Rome, reveló que estaba trabajando en una pista junto a Charli y la banda The 1975. El 19 de febrero, Charli apareció en una nueva versión de una canción llamada «Changer» del artista británico-canadiense ELIO. En un TikTok publicado el 16 de marzo, reveló que está trabajando en su próximo álbum de estudio y dijo que se sentía "muy inspirada". También declaró en un tuit de junio de 2020 que su próximo álbum será su último disco con Atlantic Records. El 2 de septiembre, se lanzó «Good Ones» como el sencillo principal del álbum. El 4 de noviembre se lanzó un segundo sencillo, «New Shapes», con Christine and the Queens y Caroline Polachek. Junto con el lanzamiento del sencillo, Charli xcx anunció oficialmente su quinto álbum de estudio, titulado «Crash», que se lanzó el 18 de marzo de 2022.

### 2024-presente:Brate incursión en el cine
En febrero de 2024, Charli xcx tocó su segundo set de Boiler Room desde 2020, titulado PARTYGIRL, que tuvo lugar el 22 de febrero en Brooklyn. El set recibió alrededor de 37.000 confirmaciones de asistencia, la mayor cantidad en la historia de Boiler Room, e incluso si los asistentes a la fiesta tenían una confirmación de asistencia confirmada, el lugar solo permitía la entrada a 400 personas. El set contó con actuaciones invitadas de A.G. Cook, George Daniel, Doss, Easyfun, Addison Rae y Julia Fox.
«Von Dutch», el sencillo principal del sexto álbum de Charli xcx, Brat, se lanzó el 29 de febrero de 2024. El segundo sencillo, «360», fue anunciado el 29 de abril. Salió a la venta el 10 de mayo junto con su videoclip, que Charli describió como «el mejor videoclip de su vida».
El álbum fue lanzado el 7 de junio de 2024. Brat rápidamente recibió elogios de la crítica universal; logrando una puntuación en Metacritic de 95 y de un 8.6/10 en Pitchfork, siendo de las más altas para cualquier álbum lanzado en 2024, y convirtiéndose así en uno de los 25 álbumes mejor calificados de todos los tiempos de Metacritic. El álbum debutó entre los cinco primeros puestos de las principales listas comerciales de ventas, alcanzando el número dos en la lista de Reino Unido.
El 21 de junio de 2024, Charli xcx, sorprendió lanzando el remix de la canción «Girl, So Confusing» junto a Lorde, canción que aborda la situación tan abrupta entre las dos intérpretes durante años. La canción «Guess», que se lanzó inicialmente como parte de la edición de lujo de Brat, titulada Brat and It's the Same but There's Three More Songs So It's Not dio a luz un remix de la canción junto a la cantante y compositora Billie Eilish, ésta debutó en el número uno de la lista oficial de sencillos del Reino Unido. El álbum remix, Brat and It's Completely Different but Also Still Brat se anunció después del lanzamiento de «Talk talk» con Troye Sivan el 12 de septiembre de 2024. El momento del lanzamiento del álbum también coincide con la gira de conciertos Sweat Tour de xcx y Sivan.
Charli xcx también fue anunciada como productora ejecutiva de las bandas sonoras de la próxima película Mother Mary, junto a Jack Antonoff; y de la serie de televisión Overcompensating (2025). Además, otros dos películas fueron anunciadas, la primera, debutando como actriz, será el remake del slasher mondo horror de los setenta Faces of Death, dirigido por Daniel Goldhaber, y la segunda, será el thriller de corte erótico I Want Your Sex de Gregg Araki protagonizada junto a Olivia Wilde. Charli xcx fue elegida como embajadora en Estados Unidos de la marca de moda Valentino Beauty en octubre de 2024; y fue presentadora e invitada musical en Saturday Night Live el 16 de noviembre. El 6 de diciembre, la revista Financial Times, nombró a Charli como una de las mujeres más influyentes del 2024.
En 2025, Charli xcx fue anunciada como una de las cabezas de cartel del festival Primavera Sound en Barcelona y Oporto, compartiendo protagonismo con Chappell Roan y Sabrina Carpenter.
Además, el 15 de mayo de 2025, lanzó el videoclip oficial de su canción "Party 4 U", dirigido por Mitch Ryan. Este tema, originalmente incluido en su álbum de 2020 How I'm Feeling Now, experimentó un resurgimiento en popularidad tras volverse viral en TikTok, lo que llevó a su lanzamiento como sencillo y a la creación de un video musical que simboliza transformación y rebeldía.

## Estilo musical e influencias

### Estilo musical
Los críticos de música han descrito la música de Charli en una variedad de términos que incluyen dance-pop, electropop, pop punk y pop alternativo. Sus primeras grabaciones fueron descritas como una mezcla de Dark wave y Witch house. A medida que avanzaba su carrera, exhibió varios otros estilos musicales como el pop gótico y el synth-pop en su álbum debut, su segundo álbum fue descrito como pop punk que contiene elementos de punk rock, new wave y power pop. Sus últimos proyectos exploraron una dirección de vanguardia, Vroom Vroom contenía elementos de Eurodance, mientras que Angel Number 1 mostró influencias de trap, R&B, electropop, synth-pop y pop experimental. La voz de Charli xcx ha sido comparada con la de Gwen Stefani y Marina and the Diamonds.

### Influencias
Las influencias de Charli incluye a Britney Spears, Shampoo, No Doubt, t.A.T.u., The Donnas, Bikini Kill, Martika, Belinda Carlisle, The Cure, The Feminine Complex, Siouxsie And The Banshees, Donna Summer, Marilyn Manson, Kanye West, Bread, Spice Girls, All Saints, Uffie, Brooke Candy, Lil Wayne, Kate Bush, Twin Peaks, Paris Hilton, Justice, Crystal Castles, Calvin Harris, Björk y Quentin Tarantino. Ella ha nombrado a la cantante Siouxsie Sioux como su "heroína" y a Rihanna como su "chica pop favorita". The Hives, Weezer, Ramones y la música yé-yé de los 1960's influyeron en su segundo álbum. Ella ha dicho que "Los mejores artistas son los que cambian constantemente: Madonna, [David] Bowie" y que su "colaboración soñada sería con alguien como Björk, Kate Bush o incluso Dionne Warwick".

### Voz
La voz de Charli ha sido comparada con la de Gwen Stefani y Marina and the Diamonds. Además de poseer un registro de mezzosoprano, muy similar al de Gwen Stefani y al de Avril Lavigne, abarcando 2 octavas y 6 notas o 4 octavas, 1 nota y 1 semitono. Su rango vocal es capaz de extenderse desde G2 a F5 (B♭6).

## Vida personal
Charli xcx reside tanto en Londres como en Los Ángeles.
En 2022, Charli xcx comenzó a salir públicamente con el músico belga-británico George Daniel, baterista de la banda alternativa The 1975. La pareja se conoció mientras trabajaban en el tema «Spinning» del álbum No Rome, lanzado el 4 de marzo de 2021, y colaboraron. nuevamente en su álbum Crash, lanzado el 18 de marzo de 2022, en la canción principal del álbum. Se comprometieron en noviembre de 2023. y se casaron el 17 de julio de 2025, fotos y momentos compartidos en sus redes sociales.

## Discografía
| - 2013: True Romance - 2014: Sucker - 2019: Charli - 2020: How I'm Feeling Now - 2022: Crash - 2024: Brat - 2024: Brat and It's Completely Different but Also Still Brat | - 2016: Vroom Vroom - 2012: Heartbreaks and Earthquakes - 2012: Super Ultra - 2017: Number 1 Angel - 2017: Pop 2 |

## Filmografía

### Cine
| Año  | Película                               | Papel      | Notas                             |
| ---- | -------------------------------------- | ---------- | --------------------------------- |
| 2015 | The F-Word and Me                      | Ella misma | Película documental               |
| 2015 | Lost in the North                      | Ella misma | Cortometraje                      |
| 2015 | Taylor Swift: The 1989 World Tour Live | Ella misma | Película de concierto             |
| 2016 | The Angry Birds Movie                  | Willow     | Papel de voz                      |
| 2018 | Taylor Swift: Reputation Stadium Tour  | Ella misma | Película de concierto             |
| 2019 | UglyDolls                              | Kitty      | Papel de voz                      |
| 2021 | Alone Together                         | Ella misma | Película documental               |
| 2023 | Bottoms                                | N/A        | Compositora junto a Leo Birenberg |
| 2025 | 100 Nights Of Hero                     | Rosa       | Posproducción                     |
| 2025 | I Want Your Sex                        | TBA        | Posproducción                     |
| TBA  | Sacrifice                              | TBA        | Posproducción                     |
| TBA  | Faces of Death                         | TBA        | Posproducción                     |

### Televisión
| Año              | Programa                               | Papel                                                | Notas |
| ---------------- | -------------------------------------- | ---------------------------------------------------- | --- |
| 2014, 2022, 2024 | Saturday Night Live                    | Ella misma (artista musical invitada y presentadora) | Episodio: "Martin Freeman/Charli XCX" / Episodio: "Oscar Isaac/Charli XCX" / Episodio: "Charli XCX/Charli XCX" |
| 2014             | Major Lazer                            | Lady Vanessa Rothchild                               | 1 episodio |
| 2014             | Late Show with David Letterman         | Ella misma                                           | Artista musical invitada                                                                                       |
| 2015             | The Ride: Charli XCX                   | Ella misma                                           | Protagonista                                                                                                   |
| 2015             | The Graham Norton Show                 | Ella misma                                           | Artista musical invitada                                                                                       |
| 2015             | Jimmy Kimmel Live!                     | Ella misma                                           | Artista musical invitada                                                                                       |
| 2017             | Celebrity Juice                        | Ella misma                                           | 1 episodio |
| 2018             | Lip Sync Battle                        | Ella misma                                           | Concursante; 1 episodio                                                                                        |
| 2018             | The Tonight Show Starring Jimmy Fallon | Ella misma                                           | Artista musical invitada                                                                                       |
| 2019             | I'm with the Band: Nasty Cherry        | Ella misma                                           | Serie documental de Netflix                                                                                    |
| 2021             | RuPaul's Drag Race: All Stars          | Ella misma (Jueza invitada)                          | Episodios 9–10                                                                                                 |
| 2022             | Gossip Girl                            | Ella misma                                           | Episodio: "One Flew Over the Cucks's Nest"                                                                     |
| 2025             | Overcompensating                       | Ella misma                                           | Episodio: "Boom Clap", también productora ejecutiva                                                            |

### Videos musicales
| Año  | Sencillo                   | Artista(s)                                              | Papel                 | Notas                          |
| ---- | -------------------------- | ------------------------------------------------------- | --------------------- | ------------------------------ |
| 2016 | "I, U, Us"                 | Raye                                                    | Directora             |                                |
| 2017 | "Boys"                     | Charli XCX                                              | Directora, ella misma | Codirectora con Sarah McColgan |
| 2017 | "Phases"                   | Alma y French Montana                                   | Directora             |                                |
| 2017 | "Dirty Sexy Money"         | David Guetta y Afrojack con Charli XCX y French Montana | Directora, ella misma | Codirectora con Sarah McColgan |
| 2019 | "Win"                      | Nasty Cherry                                            | Directora             |                                |
| 2019 | "1999"                     | Charli XCX junto a Troye Sivan                          | Directora, ella misma | Codirectora con Ryan Staake    |
| 2020 | "Malibu" (At Home Edition) | Kim Petras                                              | Ella misma            |                                |
| 2021 | "From the Back of a Cab"   | Rostam                                                  | Ella misma            |                                |

### Pódcast
| Año       | Título                           | Papel      | Notas        |
| --------- | -------------------------------- | ---------- | ------------ |
| 2021      | How Long Gone                    | Ella misma | Invitada     |
| 2021–2022 | Charli XCX's Best Song Ever      | Ella misma | Presentadora |
| 2022      | Dua Lipa: At Your Service        | Ella misma | Invitada     |
| 2022      | Five Things with Lynn Hirschberg | Ella misma | Invitada     |

## Giras

### Principales
- Girl Power North America Tour (2014).
- Sucker Tour (2015).
- Charli and Jack Do America Tour (2015). (junto a Bleachers)
- Number 1 Angel Tour (2017).
- Pop 2 Shows (2018).
- Charli Live Tour (2019–2020).[182]
- Crash the Live Tour (2022–2023)
- Sweat (2024) (junto a Troye Sivan)
- Brat Tour (2024-2025)

### Aperturas
- Taylor Swift's Reputation Stadium Tour (2018) (Apertura de Taylor Swift).
- Hopeless Fountain Kingdom World Tour (2017) (Apertura de Halsey).
- Prismatic World Tour (2015) (Apertura de Katy Perry).
- The Self-Titled Tour (2013) (Apertura de Paramore).
- The Lonely Hearts Club Tour (2013) (Apertura de Marina and the Diamonds).
- The Halcyon Days Tour (2013) (Apertura de Ellie Goulding).
- Mylo Xyloto Tour (2012) (Apertura de Coldplay).
- Fantasea Tour (2012) (Apertura de Azealia Banks).
- Show Us Yours Tour (2011) (Apertura de The Ting Tings).

## Premios y nominaciones
| Premiación                   | Año  | Nominada por                                           | Categoría                               | Resultado | Ref.    |
| ---------------------------- | ---- | ------------------------------------------------------ | --------------------------------------- | --------- | ------- |
| American Music Awards        | 2025 | Ella misma                                             | Artista favorito de Dance/Electronic    | Nominada  | [ 183 ] |
| American Music Awards        | 2025 | Brat                                                   | Mejor álbum pop                         | Nominada  | [ 183 ] |
| American Music Awards        | 2025 | Brat                                                   | Álbum del año                           | Nominada  | [ 183 ] |
| AMFT Awards                  | 2020 | "claws"                                                | Mejor canción dance                     | Ganadora  | [ 184 ] |
| Aotearoa Music Awards        | 2025 | "Girl, So Confusing featuring Lorde" (con Lorde)       | Sencillo del año                        | Ganadora  | [ 185 ] |
| ARIA Music Awards            | 2014 | "Fancy" (con Iggy Azalea)                              | Canción del año                         | Nominada  | [ 186 ] |
| ARIA Music Awards            | 2024 | Brat                                                   | Mejor artista internacional             | Nominada  | [ 187 ] |
| ASCAP Pop Music Awards       | 2017 | Ella Misma                                             | Best Music Act                          | Ganadora  | [ 188 ] |
| Billboard Music Awards       | 2014 | "I Love It" (con Icona Pop)                            | Mejor Canción Dance/Electronic          | Nominada  | [ 189 ] |
| Billboard Music Awards       | 2015 | "Fancy" (con Iggy Azalea)                              | Mejor Canción Hot 100                   | Nominada  | [ 190 ] |
| Billboard Music Awards       | 2015 | "Fancy" (con Iggy Azalea)                              | Mejor Canción de Streaming              | Nominada  | [ 190 ] |
| Billboard Music Awards       | 2015 | "Fancy" (con Iggy Azalea)                              | Mejor Canción de Rap                    | Ganadora  | [ 190 ] |
| Billboard Music Awards       | 2024 | Ella misma                                             | Top Dance/Electronic Artist             | Ganadora  | [ 191 ] |
| Billboard Music Awards       | 2024 | Brat                                                   | Top Dance/Electronic Album              | Ganadora  | [ 191 ] |
| Billboard Women in Music     | 2014 | Ella misma                                             | Billboard Hitmaker Award                | Ganadora  | [ 192 ] |
| Brit Awards                  | 2020 | Ella misma                                             | Mejor Artista Femenina Británica        | Nominada  | [ 193 ] |
| Brit Awards                  | 2023 | Ella misma                                             | Mejor Artista Pop/R&B                   | Nominada  | [ 194 ] |
| Brit Awards                  | 2024 | Ella misma                                             | Mejor Artista Pop Británica             | Nominada  | [ 195 ] |
| Brit Awards                  | 2025 | Ella misma                                             | Mejor Artista Pop Británica             | Nominada  | [ 196 ] |
| Brit Awards                  | 2025 | Ella misma                                             | Mejor Artista Dance Británica           | Ganadora  | [ 196 ] |
| Brit Awards                  | 2025 | Ella misma                                             | Artista británica del año               | Ganadora  | [ 196 ] |
| Brit Awards                  | 2025 | Ella misma                                             | Compositor del año                      | Ganadora  | [ 196 ] |
| Brit Awards                  | 2025 | Brat                                                   | Álbum del año                           | Ganador   | [ 196 ] |
| Brit Awards                  | 2025 | "Guess" (con Billie Eilish)                            | Canción del año                         | Ganadora  | [ 196 ] |
| British LGBT Awards          | 2021 | Ella misma                                             | Celebrity Ally                          | Nominada  | [ 197 ] |
| GQ Awards                    | 2019 | Ella misma                                             | Mujer del año                           | Ganadora  | [ 198 ] |
| Gotham TV Awards             | 2025 | Overcompensating (como productora)                     | Mejor serie de comedia                  | Pendiente | [ 199 ] |
| Grammy Awards                | 2015 | "Fancy" (con Iggy Azalea)                              | Grabación del Año                       | Nominada  | [ 200 ] |
| Grammy Awards                | 2015 | "Fancy" (con Iggy Azalea)                              | Mejor Colaboración Vocal de Pop         | Nominada  | [ 200 ] |
| Grammy Awards                | 2025 | "Guess" (con Billie Eilish)                            | Mejor Colaboración Vocal de Pop         | Nominada  | [ 201 ] |
| Grammy Awards                | 2025 | "360"                                                  | Grabación del Año                       | Nominada  | [ 201 ] |
| Grammy Awards                | 2025 | "360"                                                  | Mejor Videoclip                         | Nominada  | [ 201 ] |
| Grammy Awards                | 2025 | "Von Dutch"                                            | Mejor Grabación Dance Pop               | Ganadora  | [ 201 ] |
| Grammy Awards                | 2025 | "Apple"                                                | Mejor Interpretación Vocal Pop Femenina | Nominada  | [ 201 ] |
| Grammy Awards                | 2025 | Brat                                                   | Álbum del año                           | Nominada  | [ 201 ] |
| Grammy Awards                | 2025 | Brat                                                   | Mejor álbum dance o electrónico         | Ganadora  | [ 201 ] |
| Ivor Novello Awards          | 2023 | Ella misma                                             | Visionary Award                         | Ganadora  | [ 202 ] |
| Ivor Novello Awards          | 2025 | Brat                                                   | Mejor ábum                              | Nominada  | [ 203 ] |
| Ivor Novello Awards          | 2025 | Ella misma                                             | Compositor del año                      | Ganadora  | [ 204 ] |
| iHeartRadio Music Awards     | 2014 | "I Love It" (con Icona Pop)                            | Best Lyrics                             | Nominada  | [ 205 ] |
| iHeartRadio Music Awards     | 2015 | "Fancy" (con Iggy Azalea)                              | Song of the Year                        | Nominada  | [ 206 ] |
| iHeartRadio Music Awards     | 2015 | "Fancy" (con Iggy Azalea)                              | Best Collaboration                      | Nominada  | [ 206 ] |
| iHeartRadio Music Awards     | 2023 | "Hot In It" (con Tiësto)                               | Dance Song of the Year                  | Nominada  | [ 207 ] |
| iHeartRadio Music Awards     | 2025 | "360"                                                  | Dance Song of the Year                  | Ganadora  | [ 208 ] |
| iHeartRadio Music Awards     | 2025 | "Apple" Girl Dance (con Troye Sivan)                   | Favorite Tour Tradition                 | Nominada  | [ 208 ] |
| iHeartRadio Music Awards     | 2025 | Sweat Tour (con Troye Sivan)                           | Favorite Tour Style                     | Nominada  | [ 208 ] |
| iHeartRadio Music Awards     | 2025 | Girl So Confusing                                      | Favorite Surprise Guest                 | Nominada  | [ 208 ] |
| iHeartRadio Music Awards     | 2025 | Brat                                                   | Dance Album of the Year                 | Ganador   | [ 208 ] |
| Innovator Awards             | 2024 | Ella misma                                             | Music Innovator                         | Ganadora  | [ 209 ] |
| Hollywood Music Video Awards | 2025 | "360"                                                  | Best Marketability                      | Ganadora  | [ 210 ] |
| Kids' Choice Awards          | 2025 | “Apple”                                                | Canción viral favorita                  | Nominada  | [ 211 ] |
| MTV Europe Music Awards      | 2014 | Ella misma                                             | Mejor Artista Nuevo                     | Nominada  | [ 212 ] |
| MTV Europe Music Awards      | 2014 | Ella misma                                             | Best Push Act]]                         | Nominada  | [ 212 ] |
| MTV Europe Music Awards      | 2015 | Ella misma                                             | Mejor Actuación en Vivo                 | Nominada  | [ 213 ] |
| MTV Europe Music Awards      | 2018 | Ella misma                                             | Mejor Actuación en Vivo                 | Nominada  |         |
| MTV Europe Music Awards      | 2022 | "Samsung Superstar Galaxy Concert Charli XCX - Roblox" | Best Metaverse Performance              | Nominada  | [ 214 ] |
| MTV Europe Music Awards      | 2024 | Ella misma                                             | Mejor Pop                               | Nominada  | [ 215 ] |
| MTV Europe Music Awards      | 2024 | Ella misma                                             | Mejores seguidores                      | Nominada  | [ 215 ] |
| MTV Europe Music Awards      | 2024 | Ella misma                                             | Mejor artista británica o irlandesa     | Nominada  | [ 215 ] |
| MTV Europe Music Awards      | 2024 | "360"                                                  | Mejor Video                             | Nominada  | [ 215 ] |
| MTV Europe Music Awards      | 2024 | "Guess" (con Billie Eilish)                            | Mejor Colaboración                      | Nominada  | [ 215 ] |
| MTV Video Music Awards       | 2014 | "Boom Clap"                                            | Mejor Artista Nuevo                     | Nominada  | [ 216 ] |
| MTV Video Music Awards       | 2014 | "Fancy" (con Iggy Azalea)                              | Vídeo del Año                           | Nominada  | [ 216 ] |
| MTV Video Music Awards       | 2014 | "Fancy" (con Iggy Azalea)                              | Mejor Vídeo Femenino                    | Nominada  | [ 216 ] |
| MTV Video Music Awards       | 2014 | "Fancy" (con Iggy Azalea)                              | Mejor Dirección Artística               | Nominada  | [ 216 ] |
| MTV Video Music Awards       | 2014 | "Fancy" (con Iggy Azalea)                              | Mejor Vídeo Pop                         | Nominada  | [ 216 ] |
| MTV Video Music Awards       | 2022 | Charli XCX - Roblox                                    | Mejor Metaverse Performance             | Nominada  | [ 217 ] |
| MTV Video Music Awards       | 2024 | "360"                                                  | Mejor Dirección Artística               | Nominada  | [ 218 ] |
| MTV Video Music Awards       | 2024 | "Von Dutch"                                            | Mejor Cinematografía                    | Nominada  | [ 218 ] |
| MTV Video Music Awards       | 2024 | "Guess featuring Billie Eilish"                        | Canción del Verano                      | Nominada  | [ 218 ] |
| MTV Video Music Awards       | 2024 | "Apple"                                                | Mejor Trending Video                    | Nominada  | [ 218 ] |
| Mercury Prize                | 2020 | How I'm Feeling Now                                    | Álbum del año                           | Nominada  | [ 219 ] |
| Mercury Prize                | 2024 | Brat                                                   | Álbum del año                           | Nominada  | [ 220 ] |
| People's Choice Awards       | 2015 | Ella misma                                             | Favorite Breakout Artist                | Nominada  | [ 221 ] |
| Radio Disney Music Awards    | 2015 | Ella misma                                             | Mejor Nueva Artista                     | Ganadora  | [ 222 ] |
| Teen Choice Awards           | 2013 | "I Love It" (con Icona Pop)                            | Mejor Canción: Grupo                    | Nominada  | [ 223 ] |
| Teen Choice Awards           | 2014 | "Boom Clap"                                            | Mejor Canción de Amor                   | Nominada  | [ 224 ] |
| Teen Choice Awards           | 2014 | "Fancy" (con Iggy Azalea)                              | Mejor Canción de R&B/Hip-Hop            | Ganadora  | [ 224 ] |
| Teen Choice Awards           | 2014 | "Fancy" (con Iggy Azalea)                              | Canción del Verano                      | Nominada  | [ 224 ] |
| Teen Choice Awards           | 2014 | "Fancy" (con Iggy Azalea)                              | Mejor Canción Femenina                  | Nominada  | [ 224 ] |
| World Music Awards           | 2014 | "Fancy" (con Iggy Azalea)                              | Mejor Canción                           | Nominada  |         |
| World Music Awards           | 2014 | "Fancy" (con Iggy Azalea)                              | Mejor Vídeo                             | Nominada  |         |
| YouTube Music Awards         | 2015 | Ella misma                                             | 50 Artists to Watch                     | Ganadora  | [ 225 ] |